# Општина Центар (Скопље)
Општина Центар је једна од општина Града Скопља у оквиру Скопског статистичког региона у Северној Македонији. Седиште општине је истоимена четврт Центар у оквиру Скопља.
Као средишња престоничка општина града, општина Центар је „главна“ општина Северне Македоније, на њеној територији се налази Влада, Скупштина, неколико министарстава и многи државни заводи, агенције и управе. На подручју општине се налази ректорат Универзитета „Ћирило и Методије“, неколико факултета и скупштина града Скопља.

## Положај
Општина Центар налази се у северном делу Северне Македоније. Са других страна налазе се друге општине Северне Македоније:
- север — Општина Чаир
- северисток — Општина Гази Баба
- исток — Општина Аеродром
- југ — Општина Кисела Вода
- запад — Општина Карпош

## Природне одлике
Рељеф: Општина Центар се налази са обе стране реке Вардар, а јужним крајем обухвата и подножје планине Водно.
Клима у општини је умереноконтинентална.
Воде: Цело подручје општине је у сливу Вардара, који дели општинско подручје на два дела.

## Становништво
Општина Центар имала је по последњем попису из 2002. г. 45.412 ст., сви у једној градској четврти — Центар. Општина је друга по густини насељености у држави (после Општине Чаир).
Национални састав по попису из 2002. године био је:
|           | Број   | Постотак |
| Укупно    | 45.412 | 100%     |
| Македонци | 38.778 | 85,4%    |
| Срби      | 2.037  | 4,5%     |
| Албанци   | 1.465  | 3,2%     |
| Роми      | 974    | 2,1%     |
| Турци     | 492    | 1,1%     |
| Власи     | 459    | 1,0%     |
| остали    | 1.207  | 2,7%     |

## Општинске целине
У састав општине улазе следеће махале: Центар, Капиштец, Пролет, Буњаковец, Маџир, Дебар, Ново, Пајко, Водно, Крњево, Парк и Тасино Чешмиче.

## Знаменитости општине
На подручју општине се налази много културно — историјских споменика и знаменитости по којима је препознатљиво Скопље и Северна Македонија. Ту спада познати Душанов мост, скопске куле (налазе се и на грбу Скопља). Налазе се и остаци прве македонске гимназије, црква Светог Димитрија и саборни храм Свети Климент Охридски. Новом подручном поделом оштини Чаир је прешла једна од најлепших цркава Свети Спас у којој се налази гроб народног хероја Гоце Делчева.